# 圣塞尔韦 (菲尼斯泰尔省)
圣塞尔韦（法語：Saint-Servais，法語發音：[sɛ̃ sɛʁvɛ]）是法国菲尼斯泰尔省的一个市镇，属于莫尔莱区。

## 地理
圣塞尔韦（48°30'40"N, 4°9'18"W）面积10.29 平方千米，位于法国布列塔尼大區菲尼斯泰尔省，该省份为法国最西部的省份，位于布列塔尼半岛西部，北西南三面环大西洋，东临阿摩尔滨海省和莫尔比昂省。
与圣塞尔韦接壤的市镇（或旧市镇、城区）包括：博迪利斯、普卢加尔、普卢内旺泰尔、拉罗什莫里斯、圣代里安。

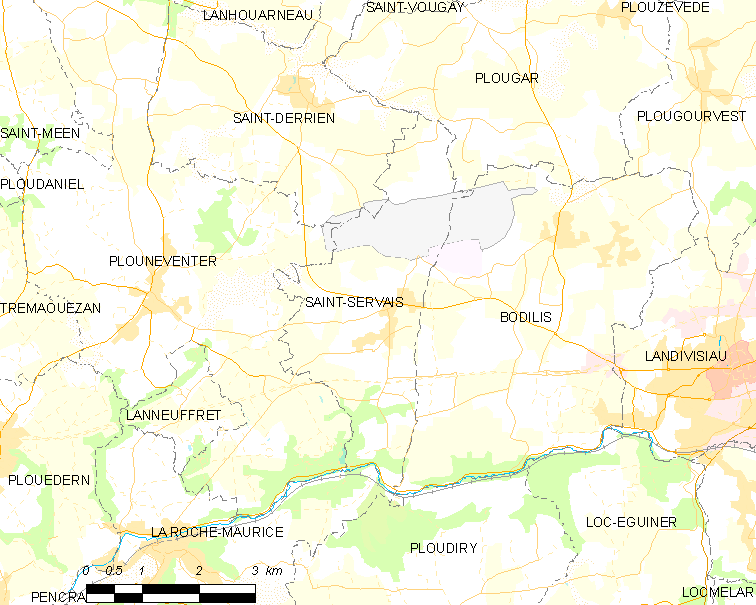
的OSM定位图

圣塞尔韦的时区为UTC+01:00、UTC+02:00（夏令时）。

## 行政
圣塞尔韦的邮政编码为29400，INSEE市镇编码为29264。

## 政治
圣塞尔韦所属的省级选区为朗迪维肖县。

## 人口

1962-2008年间人口变化图示

圣塞尔韦于2022年1月1日时的人口数量为789人。